# Luci Fonteu Capitó
Luci Fonteu Capitó (en llatí Lucius Fonteius Capito) va ser un magistrat romà del segle i. Formava part de la gens Fonteia, una gens romana d'origen plebeu procedent de Tusculum.
Va ser nomenat cònsol romà l'any 67 juntament amb Gai Juli Ruf. Apareix als Fasti Siculi i al Chronicon (Història Universal) de Cassiodor. Un personatge del mateix nom va ser executat l'any 68 a Germània en temps de Galba, acusat de fomentar una revolta, però no se segur que sigui la mateixa persona.